# Остров Пипса
Остров Пипса (англ. Pepys Island) — остров-призрак, который предположительно находился в 230 морских милях (260 обычных миль или 430 км) к северу от Фолклендских островов, на 47 градусе южной широты.

## История «открытия»
В декабре 1683 — январе 1684 года британский корсар Уильям Эмброуз Коули, совершавший плавание в Атлантическом океане на сорокапушечном корабле «Bachelor’s Delight», несколько раз писал в своём журнале об увиденном острове, покрытом лесами, с большой и удобной гаванью и расположенной рядом скалой. Он не высаживался на остров, но счёл его необитаемым и отметил большое количество птиц, на которых команда даже охотилась. Коули утверждал, что обошёл остров на судне и сделал промеры глубин у входа в его гавань, которую посчитал достаточно вместительной для 500—1000 кораблей. Остров был назван первооткрывателем в честь секретаря Адмиралтейства (позднее ставшего известным как автор дневника) Сэмюэла Пипса.

## Более поздние попытки обнаружения
В XVII и XVIII веках несколько экспедиций раз за разом обследовали район от побережья Патагонии до уже известных Фолклендов, пытаясь найти там сушу, повторно обнаружить остров Пипса или известный французским мореплавателям иной остров-призрак, который называли «большим островом». Однако поверхность моря была пустынна, экипажи судов замечали только скопления водорослей и морских птиц, причем речь шла о видах, которые не указывают на близость суши и часто летают над океаном.

## Гипотезы и возможные объяснения
В настоящее время существует мнение, что за новый остров были ошибочно приняты из-за навигационной ошибки сами Фолклендские острова. К такому выводу можно прийти, анализируя заметки Коули и составленный им набросок карты.